# عملیات سیاه
عملیات سیاه (به انگلیسی: Black operation) عملیات پنهانی یا عملیات مخفیانه است که یک سازمان دولتی، یگان نظامی، یا سازمان شبه‌نظامی انجام می‌دهد. این عملیات می‌تواند گروه‌ها یا شرکت‌های خصوصی را نیز در بر بگیرد. ویژگی‌های اصلی عملیات سیاه، پنهانی بودن و غیر قابل نسبت دادن آنها به سازمان‌های مجری آنها هستند.

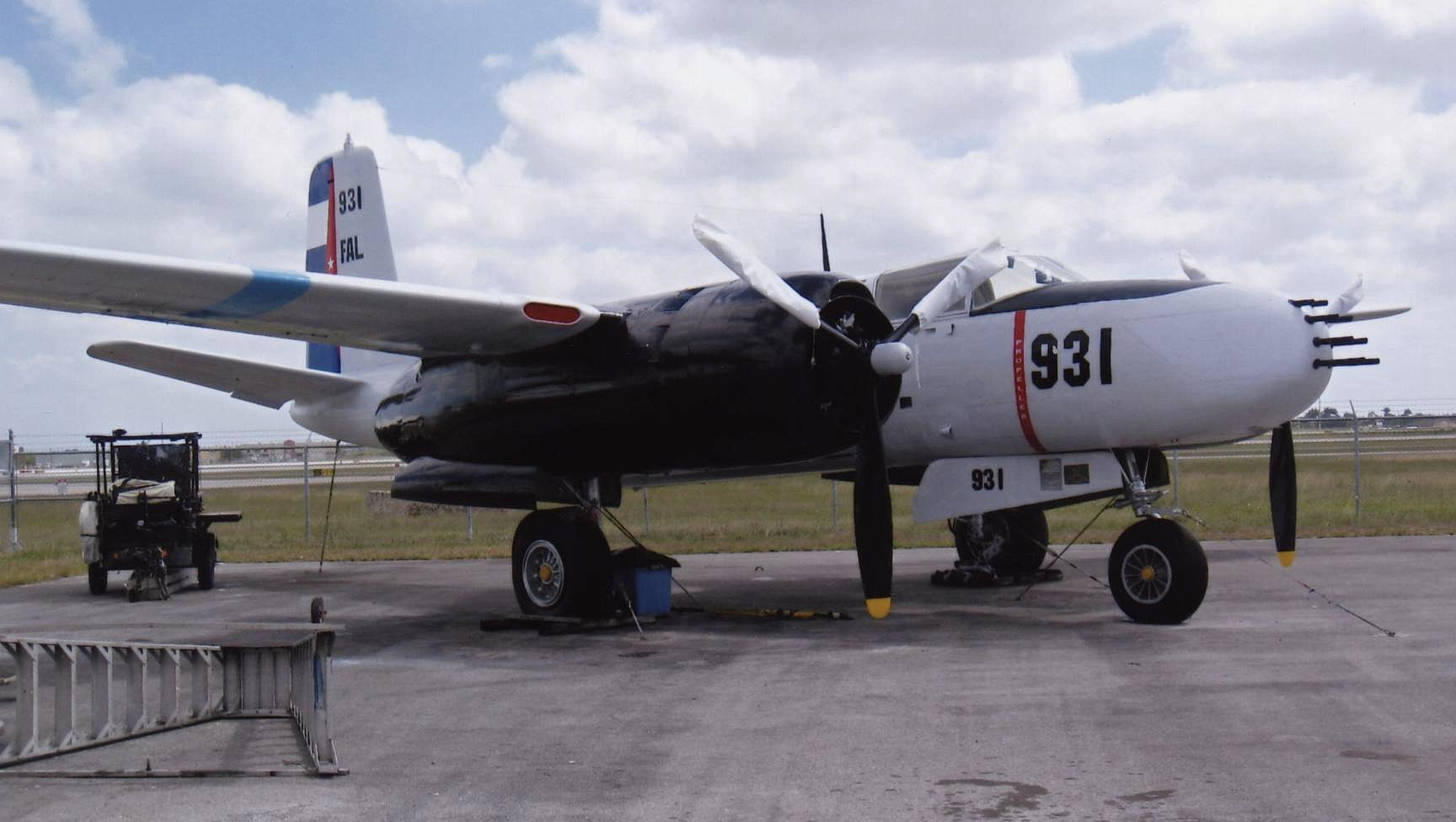
هواگرد داگلاس ای-۲۶ اینویدر که مانند نیروی هوایی کوبا رنگ شده بود تا نیروی هوایی ایالات متحده آمریکا در آوریل ۱۹۶۱ در عملیات خلیج خوک‌ها از آن برای پشتیبانی از تیپ ۲۵۰۶ استفاده کند.

ممکن است یک عملیات سیاه جداگانه، "عملیات کیف سیاه" نامیده شود. این گزاره، در اصل برای ورود پنهانی یا مخفیانه به زیرساخت‌ها برای بدست آوردن اطلاعاتی استفاده می‌شد که در عملیات اطلاعات انسانی به کار می‌رود. چنین عملیاتی را یگان های تکاوری یا عملیات ویژه، سازمان‌های اطلاعاتی کشورهای گوناگون چون اداره تحقیقات فدرال، آژانس اطلاعات مرکزی، موساد، سرویس اطلاعات مخفی (با نام دیگر ام‌آی۶)، سازمان اطلاعات مخفی استرالیا، کومانف ، اداره کل نیروهای اطلاعاتی، شاخه تحقیقات و تحلیل، وزارت امنیت کشور چین، کاگ‌ب، سرویس امنیت فدرال روسیه، اداره کل امنیت خارجی اجرا می‌کنند.
تفاوت اصلی بین عملیات سیاه و عملیاتی که تنها، پنهان است این است که عملیات سیاه، تا اندازه زیادی، حلیه‌گرانه است تا سازمان پشتیبان و افراد آنرا پنهان کند یا نهاد دیگری را مسئول آن نشان می‌دهد (عملیات "پرچم دروغین").

## ریشه‌شناسی نام
"سیاه" گزاره کلی برای هر گونه کنش حکومتی پنهانی یا مخفیانه است. برای نمونه، در ایالات متحده آمریکا برخی کارهای سازمان‌های اطلاعاتی و نظامی، با "بودجه سیاه" تامین مالی می‌شوند و جزئیات آن و حتی گاهی کلیات آن از چشم مردم و بیشتر نمایندگان مجلس نمایندگان ایالات متحده آمریکا پنهان می‌شود.

## نمونه‌های درز کرده
- در مه ۲۰۰۷ ای‌بی‌سی نیوز و پس از آن، دیلی تلگراف گزارش کردند که رئیس‌جمهور ایالات متحده آمریکا جرج دابلیو بوش به آژانس اطلاعات مرکزی اجازه پیشبرد "چندین عملیات سیاه" در ایران را داده تا از این راه نظام جمهوری اسلامی ایران را تغییر داده و در برنامه اتمی ایران خرابکاری کند.[۹][۱۰] در ادامه از ای‌بی‌سی نیوز به خاطر این گزارش، انتقاد شد. در سال ۲۰۰۸ (میلادی) در هنگام رقابت‌های انتخابات ریاست‌جمهوری ایالات متحده آمریکا (۲۰۰۸) نامزد حزب جمهوری‌خواه (ایالات متحده آمریکا)، میت رامنی گفت که از اینکه ای‌بی‌سی نیوز کارهای مخفی آمریکا در ایران را گزارش کرده، شگفت‌زده شده است. اما ای‌بی‌سی گفت که ریاست‌جمهوری جرج دابلیو بوش درباره برنامه آنها برای پخش این گزارش می‌دانسته و مخالفتی با آن نداشته است.[۱۱]
- در ژوئن ۲۰۰۷ آژانس اطلاعات مرکزی اطلاعات طبقه‌بندی‌شده‌ای – که به عنوان بخشی از اسناد بسیار محافظت‌شده به نام "جواهرات خانوادگی (آژانس اطلاعات مرکزی)" گردآوری شده بودند – را فاش کرد که جزئیات نظارت غیر قانونی درون کشوری، برنامه‌های ترور، آدم‌ربایی، و اجرا و نفوذ دیگر عمیات سیاهی که آژانس اطلاعات مرکزی، بین دهه ۱۹۵۰ (میلادی) و اوایل دهه ۱۹۷۰ (میلادی) انجام می‌داد آشکار می‌کرد. اداره‌کننده سازمان اطلاعات مرکزی، مایکل هیدن درباره از محرمانگی خارج کردن این اسناد گفت که "این، نگاه گذرایی به کار سازمان‌های اطلاعاتی گوناگون در طول زمان است."

## در فرهنگ عمومی
بحث عملیات سیاه، ژانر محبوبی در ادبیات داستانی و فیلم‌های سینمای آمریکا است. هر دو ژانر فیلم‌های جاسوسی و ادبیات جاسوسی، دنباله‌های زیادی برای چند دهه داشته‌اند. نمونه آن فیلم‌های اینک آخرالزمان (۱۹۷۹) و سی دقیقه پس از نیمه‌شب (۲۰۱۲) و نویسندگانی چون جان لوکاره و تام کلنسی هستند.
عملیات سیاه، دستمایه اصلی بسیاری از بازی‌های ویدئویی بوده‌اند. نمونه آن ندای وظیفه: بلک اپس است که داستان آن در دهه ۱۹۶۰ (میلادی) می‌گذرد و کاربر باید در عملیات‌های سیاهی چون ترور فیدل کاسترو و کشتن سه هماورد شرکت کند.

## دیگر گونه‌های عملیات
- عملیات کیف سیاه
- عملیات استینگ
- عملیات مخفیانه
- عملیات پنهانی
- عملیات نظامی
- عملیات سری
- عملیات ویژه